# SIEF

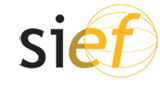
Logo van SIEF

SIEF, acroniem voor Societé Internationale d’Ethnologie et de Folklore (Engels: International Society for Ethnology and Folklore; Duits: Internationale Gesellschaft für Ethnologie und Folklore), is een organisatie van wetenschappelijke aard. Het doel van de SIEF is om professionele netwerken tot stand te brengen tussen wetenschappers (en hun instituten) werkzaam in de wetenschapsdisciplines (Europese) etnologie, volkskunde, culturele antropologie en Folklore Studies en de stimulering van de beoefening van deze disciplines in het algemeen. Daartoe wordt om de paar jaar een internationaal wetenschappelijk congres en een General Assembly georganiseerd. Tussentijds worden inhoudelijke meetings van kleinere omvang gehouden. Verder wordt een SIEF Newsletter uitgegeven, een website onderhouden en is een "Young Scholar Prize" in het leven geroepen, die in 2011 voor het eerst is uitgereikt. Daarnaast heeft een deel van de leden zich in thematische Working Groups georganiseerd, die zelf ook weer eigen congressen en workshops organiseren en publicaties verzorgen. Sinds 2015 is het gerenommeerde A-level vaktijdschrift Ethnologia Europaea het wetenschappelijke SIEF tijdschrift. SIEF is daarnaast een associatie aangegaan met het in Berkeley gevestigde online tijdschrift Cultural Analysis .
SIEF is in 1964 in Athene opgericht; ze is toen omgevormd vanuit de CIAP, de Commission Internationale des Arts et Traditions Populaires. Deze CIAP was weer een internationale wetenschappelijke organisatie die haar bestaan te danken had aan het Congrès International des Arts Populaires, dat in 1928 onder auspiciën van de Volkenbond in Praag werd gehouden.
Het SIEF-secretariaat is sinds 2001 in Nederland gevestigd en ondergebracht bij het Meertens Instituut voor taal en cultuur in Amsterdam. Peter Jan Margry, onderzoeker op het Meertens Instituut, was van 2004-2015 executive vicepresident van SIEF en tevens verantwoordelijk voor het secretariaat. Sindsdien heeft Sophie Elpers deze taak overgenomen. Het SIEF archief wordt door het Meertens Instituut te Amsterdam beheerd.

## Internationale SIEF congressen
- 15e congres: Helsinki Finland, 2021.
- 14e Congres: Santiago de Compostela (Spanje), 14-17 April 2019: 'Track Changes: Reflecting on a Transforming World'.
- 13e Congres: Göttingen (Duitsland), 26-30 maart 2017: 'Ways of Dwelling: Crisis - Craft - Creativity'.
- 12e Congres: Zagreb (Kroatië), 21-25 juni 2015: Utopias, Realities, Heritages. Ethnographies for the 21st Century .
- 11e Congres: Tartu (Estland), 30 juni - 3 juli 2013: 'Circulation' (ca. 500 deelnemers)
- 10e Congres: Lissabon, 17-21 april 2011: 'People Make Places: Ways of Feeling the World' (ca. 950 deelnemers); tijdens dit congres werd besloten het congres voortaan om de twee jaar te organiseren.
- 9e Congres: Derry (UK), 16-20 Juni 2008: “Transcending 'European Heritages': Liberating the Ethnological Imagination” (ca. 300 deelnemers)
- 8e Congres: Marseille, 26-30 April 2004: “Among Others. Conflict and Encounters in Europe and the Mediterranean”
- 7e Congres: Boedapest, 23-28 April 2001: “Times, Places, Passages”
- 6e Congres: Amsterdam, 20-25 April 1998: “Roots and Rituals. Managing Ethnicity”
- 5e Congres: Wenen, 12-16 September 1994: “Ethnisierung von Kultur(en)”
- 4e Congres: Bergen, 19- 23 Juni 1990: “Tradition and Modernisation”
- 3e Congres: Zürich, 8-12 April 1987: “The Life cycle”
- 2e Congres: Suzdal (USSR), 30 September - 6 Oktober 1982: open Thema
- 1e Congres: Parijs, 24- 28 Augustus 1971: “Ethnologie européenne“